# Bacsó Nándor
Bacsó Nándor (Szolnok, 1904. március 13. – Budapest, 1974. május 29.) meteorológus, klimatológus, egyetemi tanár.

## Életrajza
Bacsó Ferenc tisztviselő és Szmazsonka Erna fiaként született. A szolnoki gimnáziumban érettségizett, majd tanulmányait a budapesti Pázmány Péter Tudományegyetemen matematika-fizika szakán folytatta, ahol 1928-ban szerzett tanári oklevelet, majd a pécsi Erzsébet Tudományegyetemen bölcsészdoktori okl. szerzett 1939-ben. A földrajztudományok kandidátusa (addigi tevékenységéért, 1953), doktora (1959).
1929-től az Országos Meteorológiai és Földmágnességi Intézet munkatársa, oktató az Agrártudományi Egyetemen és a Kertészeti Egyetemen. 1957-ig az agrometeorológiai adatgyűjtést irányította, valamint az ország csapadékmérő hálózatát szervezte, foglalkozott a mikroklimatológiával, és fontos vizsgálatokat végzett az árvizek okainak beható elemzésével. Fő munkaterülete az éghajlattan, elsősorban Magyarország éghajlati vizsgálata volt. A korábbi statisztikus, "földrajzi" szemlélet helyett fizikai látásmóddal megújította ezt a kutatási ágat.
Munkáját a Steiner Lajos és a Hegyfoki Kabos emlékérmek mellett több állami kitüntetéssel is elismerték. Szolnokon utcanév is őrzi emlékét.
Nagyszámú szaktanulmányon kívül több áttekintő értekezést, éghajlati tan- és kézikönyvet irt. Jelentős munkája a "Magyarország Éghajlata" (társszerzőkkel, 1959).

## Főbb munkái
- A szélsebesség maximális értékei Budapesten (Az Időjárás, 1931)
- Buda százéves hőmérsékleti közepei (Természettudományi Közlöny. Pótfüzet, 1932)
- Mikroklíma és növényzet a Bükkfennsíkon. Zólyomi Bálinttal (Az Időjárás, 1934)
- Időjárás-éghajlat és Magyarország éghajlata. Réthly Antallal (Budapest, 1938)
- Kísérletek az időjárás és éghajlat irányítására (Budapest, 1939)
- A csapadék valószínűség évi változása Magyarországon. 1871–1935 (Budapest, 1939)
- Szingularitások a napfény tartalmának évi változásában. 1–2. Boda Erzsébettel (Az Időjárás, 1939)
- A népies időjárási szabályok és a valóság (Budapest, 1940)
- Útmutatás meteorológiai megfigyelésekre. Szerk (Budapest, 1941)
- Az éghajlattan elemei növénytermesztők számára (Budapest, 1946)
- A hőmérséklet eloszlása Magyarországon. 1901–1930 (Budapest, 1948)
- Éghajlattan (Budapest, 1948)
- Agrometeorológia. Egyetemi jegyzetek (Budapest, 1950)
- Meteorológia. Egyetemi jegyzetek (Budapest, 1952; 2. kiadás 1953)
- Magyarország éghajlata. Kakas Józseffel, Takács Lajossal (Budapest, 1952)
- A hőmérséklet szélső értékei Magyarországon. 1901–1950 (Budapest, 1952)
- Meteorológiai műszerek elhelyezése és kezelése. Kakas Józseffel, Takács Lajossal. Egyetemi jegyzetek (Budapest, 1953; 3. átdolgozott kiadás Batta Erzsébettel. Debrecen, 1956)
- Az éghajlatkutatás kérdései (MTA Agrártudományok Osztálya Közleményei, 1955)
- Meteorológiai és agrometeorológiai alapismeretek. Egy. jegyz. (Budapest, 1956)
- Budapest és környékének éghajlata (Budapest, 1958)
- Bevezetés az agrometeorológiába. Egyetemi tankönyv (Budapest, 1958; 4. bővített kiadás, 1973)
- Magyarország légterének éghajlati energiaviszonyai. Doktori értekezés (Budapest, 1958)
- Magyarország légterének energiaforgalma (Budapest, 1961)
- A talajvédelem meteorológiai alapjai (Gödöllő, 1968)
- Az élővilág szerepe a földfelszíni anyag- és energiaforgalomban (Budapest, 1972)